# National Palace Museum
Il National Palace Museum (cinese tradizionale: 國立故宮博物院; cinese semplificato: 国立故宫博物院; pinyin: Guólì Gùgōng Bówùyuàn) è un museo d'arte situato nella città di Taipei a Taiwan. È il museo nazionale della Repubblica Democratica di Taiwan e ospita una collezione permanente di oltre 697.490 pezzi e oggetti antichi cinesi, uno dei più grandi al mondo. La maggior parte della sua collezione è composta da pezzi di alta qualità assemblati da diversi imperatori cinesi.
Il Museo del Palazzo Nazionale non va confuso con il Museo del Palazzo (si noti l'assenza del termine "nazionale"), situato all'interno della Città Proibita a Pechino, capitale della Repubblica Popolare Cinese. Entrambe le istituzioni condividono le stesse radici, che sono state divise in due a seguito della guerra civile cinese.

## Descrizione
È il museo nazionale della Repubblica di Cina, e ha una collezione permanente di oltre 697.490 pezzi di antichi manufatti e opere d'arte cinese, che lo rende uno dei più grandi al mondo.
La collezione comprende oltre 8.000 anni di storia cinese dall'età neolitica alla tarda dinastia Qing. Per la maggior parte è composta da pezzi di alta qualità raccolti da antichi imperatori della Cina. Nel 2008 è stato uno dei musei più visitati del pianeta.

## Storia
Il museo proviene da una collezione di oggetti d'antiquariato riuniti nel 1914 nel Centro espositivo di oggetti antichi (a sud della Città Proibita a Pechino). Dopo la fondazione del Museo del Palazzo Nazionale nel 1924, la Cina visse un periodo di grande fermento, che costrinse il trasferimento di opere d'arte. Le collezioni imperiali hanno compiuto un fantastico viaggio di oltre trentadue anni e più di diecimila chilometri tra la partenza decisa nel 1933 di fronte all'invasione giapponese e il loro deposito a Taipei deciso per sfuggire all'insurrezione comunista.

### Dal 1924 alla capitolazione del Giappone
Dopo l'espulsione dell'imperatore Puyi dalla Città Proibita da parte delle autorità repubblicane, il Palazzo Imperiale fu posto nel novembre 1924 sotto la giurisdizione del Ministero dell'Interno, che lo trasformò in un museo nazionale. Fu istituito un apposito comitato per identificare e classificare le opere conservate. La collezione del palazzo è stata poi completata con opere d'arte recuperate dalle residenze imperiali in Manciuria: il casino di caccia Qing, il palazzo Mukden (Shenyang) e la residenza estiva a Rehe (Chengde). Il 10 ottobre 1925, il Museo del Palazzo Nazionale vide ufficialmente la luce del giorno e fu aperto al pubblico. A seguito dell'invasione della Manciuria da parte del Giappone e dell'instabilità politica che dilaga nel nord della Cina, il governo della Repubblica Cinese decide di trasferire le collezioni al sud. Tutte le parti sono state quindi imballate in circa ventimila casse sigillate, pronte per la partenza. L'incidente di Moukden (Shenyang) del 18 settembre 1931 fece precipitare le cose. Le truppe giapponesi invasero la Manciuria minacciando direttamente la città di Pechino. Il 4 febbraio 1933, le casse furono caricate su due treni diretti a Pukou, una città sulla riva sinistra dello Yangzi Jiang di fronte a Nanchino. Arrivati a Pukou, impossibilitati ad attraversare il fiume, i tesori dovettero rimanere a bordo del treno. Un mese dopo, le casse sono state divise in cinque lotti ed evacuate in barca a Shanghai. Arrivati nell'aprile del 1933 a Shanghai, furono ammucchiati in un magazzino abbandonato. Nel dicembre 1936 furono trasportati in treno a Nanchino e il tutto finì in una riserva nel Palazzo Chaotian. Nel 1937, in seguito alla presa di Pechino da parte dei giapponesi, le raccolte furono separate ed evacuate nel Guizhou e nel Sichuan, nella Cina occidentale. Questa volta sono stati divisi in tre lotti, ciascuno con la propria destinazione. Il primo lotto, comprendente diverse migliaia di casse, comprese ottanta delle opere d'arte più preziose restituite da una mostra a Londra, partì nell'agosto 1937 in nave per Hankou (a Hubei), quindi in treno fino a Changsha (in Hunan), per essere depositato temporaneamente nella biblioteca dell'Università di Hunan. Bombardata la stazione di Changsha, il convoglio è stato scaricato e trasportato in camion a Guilin (Guangxi), poi a nord a Guiyang, nel Guizhou. Gli oggetti furono depositati all'inizio del 1938 in grotte vicino ad Anshun, a 70 chilometri da Guiyang. Nel frattempo, gli altri due lotti sono stati evacuati via fiume. Uno, comprendente quasi novemila quattrocento casse, è partito per Hankou dove è stato dato l'ordine di consegnarlo a Chongqing. Arrivato a Yichang (Hubei), ultimo porto a monte per le navi, il carico veniva normalmente trasbordato su imbarcazioni che risalivano lo Yangzi Jiang fino a Chongqing, poi Yibin dove era sbarcato per arrivare su strada nel settembre 1939 a Leshan (Sichuan) . L'ultimo lotto lasciò Nanchino nel dicembre 1937 pochi giorni prima della cattura di Nanchino da parte dei giapponesi. Il convoglio di circa settemila casse della raccolta è stato rimandato a Pukou, dall'altra parte. Da lì è partito in treno per Baoji, nello Shaanxi. A Baoji, non potendo conservare adeguatamente questa parte della collezione, doveva essere inviata a Hanzhong (Shaanxi). Nessuna linea ferroviaria che collegava le due città, veniva quindi trasportata su strada. Furono requisiti veicoli di ogni tipo e furono necessari più di trecento viaggi su una pericolosa strada di montagna. All'inizio del 1938, arrivando alle porte di Hanzhong bombardate dalle forze giapponesi, il governo ordinò ai nastri trasportatori di proseguire il viaggio verso Chengdu, situata a una distanza di quasi seicento chilometri, passando per Guangyuan. Gli ultimi casi del terzo lotto arrivarono nel novembre 1938 a Chengdu. Il tutto fu poi trasportato a Emei, circa centocinquanta chilometri a sud-est non lontano da Leshan, dove fu depositato il primo lotto. Il viaggio di Pukou a Emei durò diciannove mesi, dal dicembre 1937 al luglio 1939. Da quella data, l'intera collezione del Beijing Palace Museum è stata custodita ad Anshun, Emei e Leshan, Sichuan, fino al marzo 1947. La collezione è stata poi assemblata a Chongqing per essere spedita su rotaia. fiume a Nanchino lungo lo Yangzi Jiang. Nove mesi dopo è entrata a far parte del Museo del Palazzo di Nanchino.

### Dal 1948 ad oggi
Di fronte all'insurrezione comunista, la decisione di trasferire i pezzi più belli a Taiwan fu presa nel novembre 1948. Tre navi furono noleggiate per l'attraversamento dello stretto. Alla collezione imperiale si aggiunsero opere d'arte del Museo Nazionale di Nanchino, degli archivi della Biblioteca Nazionale e dell'Academia Sinica, vale a dire più di cinquemila casse aggiuntive. L'ultima nave lasciò Nanchino nel gennaio 1949. Le raccolte furono scaricate il mese successivo al porto di Chilung (Taiwan) e immediatamente trasportate su strada a Peikou poi alle grotte di Wufeng, vicino a Taichung, dove rimasero per alcuni anni. Nel novembre 1965, le collezioni saranno installate nell'edificio Sun Yat-sen a Waishuanghsi, un distretto di Shihlin, un sobborgo settentrionale di Taipei. La partenza delle monete verso Taiwan è sempre stata oggetto di polemiche con la Cina continentale, che percepisce questo spostamento come un furto. Il governo taiwanese sostiene che questi oggetti sarebbero stati distrutti durante la Rivoluzione Culturale negli anni '60 se non fossero stati spostati. Con la vittoria del Partito Comunista Cinese, le collezioni del National Palace Museum furono divise in due. Una parte trovata al Museo del Palazzo nella Città Proibita di Pechino. Il National Palace Museum è anche controverso per molti sostenitori della sovranità di Taiwan che lo vedono come un simbolo indesiderato del centralismo cinese. Durante gli anni '60 e '70, il Museo del Palazzo Nazionale fu utilizzato dal Guomindang per esacerbare un certo nazionalismo affermando che la Repubblica di Cina (Taiwan) era l'unico governo legittimo in tutta la Cina, essendo l'unico che ha preservato la cultura tradizionale cinese dai cambiamenti sociali e dalla rivoluzione culturale vissuta nella Cina continentale. Negli ultimi anni, il museo ha promosso la presentazione della cultura minoritaria e della cultura locale. Presenta anche brani in prestito dalla Repubblica popolare cinese. Dall'aprile 2004, i lavori sono stati intrapresi nell'edificio principale. Lo scopo di questi lavori è ampliare gli spazi dedicati a mostre e attività didattiche, ingrandire la sala, offrire un percorso più chiaro. La presentazione delle collezioni sarà ridisegnata. I lavori dovrebbero essere completati alla fine del 2006.

## Categorie nella raccolta
I pezzi del Museo del Palazzo Nazionale sono classificati nelle seguenti categorie:
- Bronzi: 6.225
- Ceramiche: 25.555
- Giade: 13.478
- Vetri laccati: 767
- occhiali smalto: 2.520
- Sculture: 663
- Strumenti desktop: 2.379
- Monete: 6.953
- Oggetti vari: 12.978
- Tessili: 1.571
- Pitture: 6.580
- Opere calligrafiche: 3.707
- Libri di studio calligrafici: 495
- Arazzi e ricami: 308
- Ventilatori: 1.880
- Libri rari: 212.169
- Documenti archivi Ch'ing: 386.863
- Documenti in manciù, mongolo e tibetano: 11.501
- Francobolli: 898

La categoria Oggetti vari include oggetti e strumenti religiosi, abiti e accessori e bottiglie da fiuto. A partire da luglio 2017, la collezione completa è composta da 697.490 oggetti.

## Pezzi notevoli
Il museo ospita diversi pezzi di pregio che hanno reso la sua collezione famosa in tutto il mondo. Tra loro ci sono:

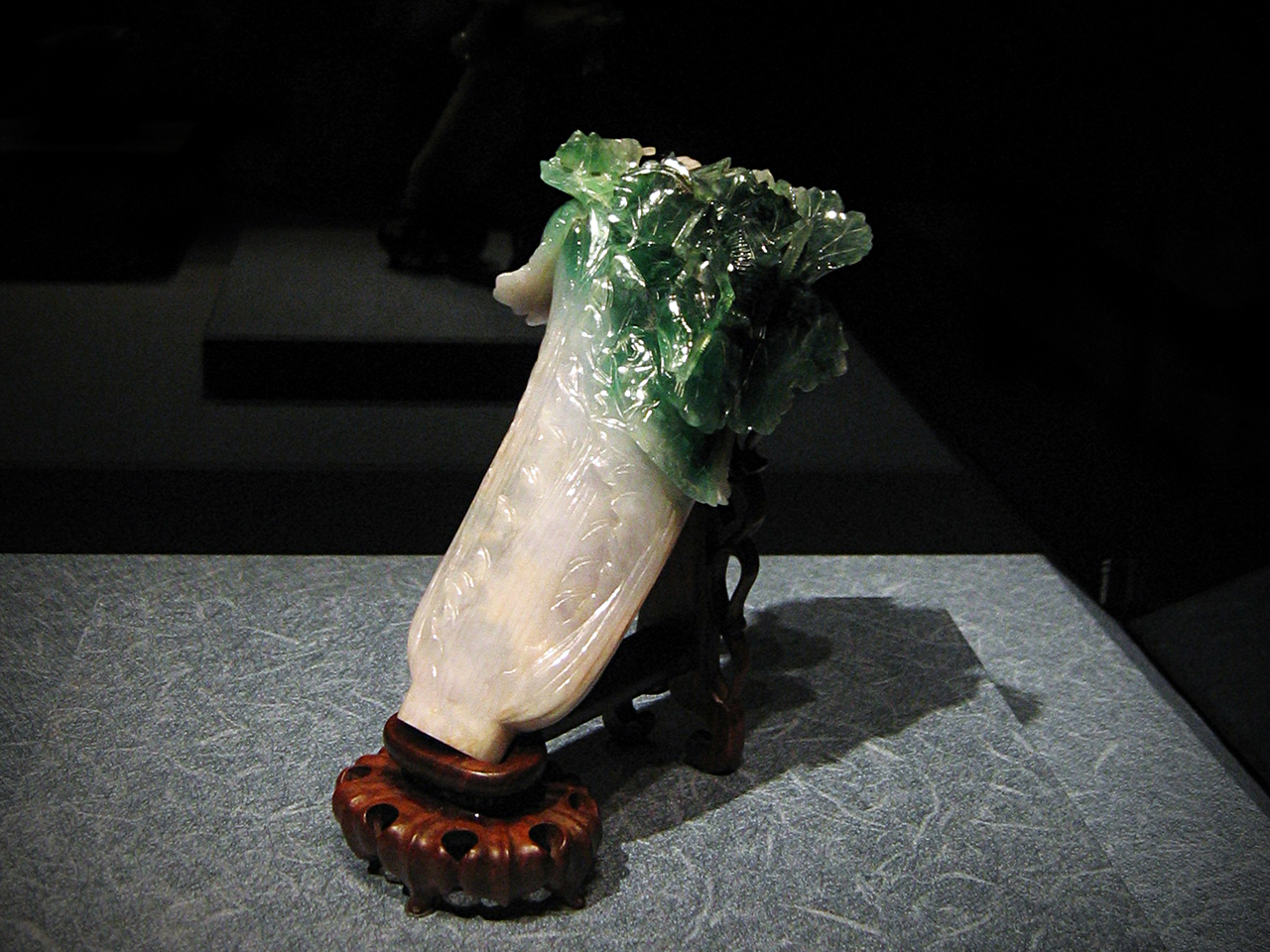
Cavolo di giada (lunghezza: 18,7 cm, larghezza: 9,1 cm, spessore: 5,07 cm).

Il "Cavolo di giada" è un pezzo di giadeite scolpito a forma di cavolo cinese. Le foglie semi-traslucide attaccate sono dovute a una combinazione di vari colori naturali di giada per ricreare le variazioni di colore di un cavolo reale.
La "Pietra a forma di carne", un pezzo di diaspro, una forma di agata, i cui strati sono usati per ricreare una somiglianza con un pezzo di maiale cotto nella salsa di soia.
La "Barca scolpita nell'olivo", è una piccola barca scolpita nella pietra color oliva.

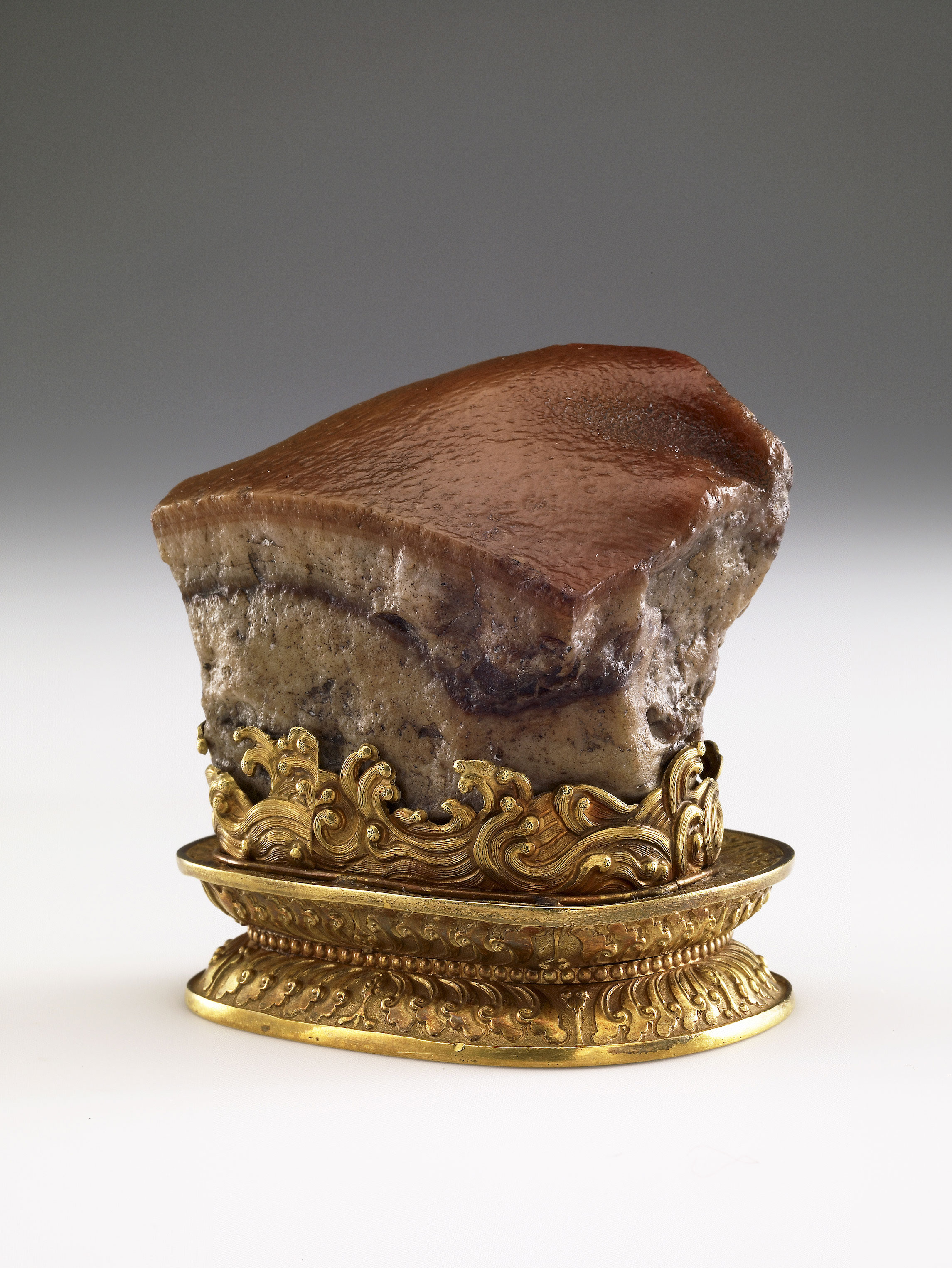
Pietra a forma di carne (lunghezza: 3,4 cm; altezza: 1,6 cm.).

I "Cento Cavalli" è un dipinto realizzato nel 1728 da Giuseppe Castiglione per implementare una miscela di abilità artistiche occidentali con materiali orientali per ottenere un certo realismo.